# ماركوس أوستوف
ماركوس أوستوف (بالألمانية: Markus Osthoff)‏ هو لاعب كرة قدم ألماني في مركز الوسط، ولد في 19 نوفمبر 1968 في ساربروكن في ألمانيا. لعب مع آينتراخت براونشفايغ وبوروسيا مونشنغلادباخ ونادي دويسبورغ ونادي ساربروكن.

## وصلات خارجية
- ماركوس أوستوف على موقع إي إس بي إن إف سي (الإنجليزية)
- ماركوس أوستوف على موقع قاعدة بيانات كرة القدم.إي يو (الإنجليزية)
- ماركوس أوستوف على موقع بيانات كرة القدم. دي إي (الألمانية)
- ماركوس أوستوف على موقع عالم كرة القدم.نت (الإنجليزية)